# Paralimnophila (Paralimnophila) hybrida
Paralimnophila (Paralimnophila) hybrida is een tweevleugelige uit de familie steltmuggen (Limoniidae). De soort komt voor in het Australaziatisch gebied.